# Seme (manga)
Seme (攻め?) è un termine utilizzato in anime e manga, soprattutto yaoi, yuri ma spesso anche hentai. Contrapposto a uke (受け?), è la contrazione del verbo semeru (攻める?) (attaccare) ed indica, in una coppia, il personaggio attivo, non solo a livello fisico, ma anche dominante da un punto di vista caratteriale.
Solitamente, il seme viene quasi sempre riconosciuto per contrapposizione con il personaggio uke, motivo per il quale non esistono dei veri e propri stereotipi seme, mentre è invece possibile elencare i diversi tipi di uke esistenti.
Entrambi i termini hanno origine dalle arti marziali, specialmente all'interno della relazione maestro-discepolo intercorrente tra samurai. I caratteri sono altamente idealizzati, fondendo qualità sia maschili che femminili.

## Caratteristiche dei seme
Volendo tracciare le linee guida classiche, di solito il seme viene riconosciuto per via del suo aspetto fisico, contrapposto appunto a quello dell'uke: i seme sono generalmente più alti, maturi e protettivi, hanno dei lineamenti più duri (capelli corti, mento forte, occhi piccoli) e tanto in ambito yaoi, quanto in ambito yuri, sono generalmente più mascolini. Altro elemento che li caratterizza è l'alone di mistero che spesso li accompagna, rendendoli dei personaggi chiaramente intriganti.
Esattamente come per gli uke, negli ultimi anni si è sviluppata la tendenza a distinguere i seme non più soltanto in base al loro aspetto esteriore, ma anche in base al loro modo di agire e pensare: la personalità, insomma, è diventata un elemento molto importante per definire come seme o uke un determinato personaggio.
Esempi di seme sono Haruka Tenoh da Sailor Moon, in ambito yuri, e Agatsuma Soubi da Loveless in ambito yaoi.